# Bridei III dei Pitti

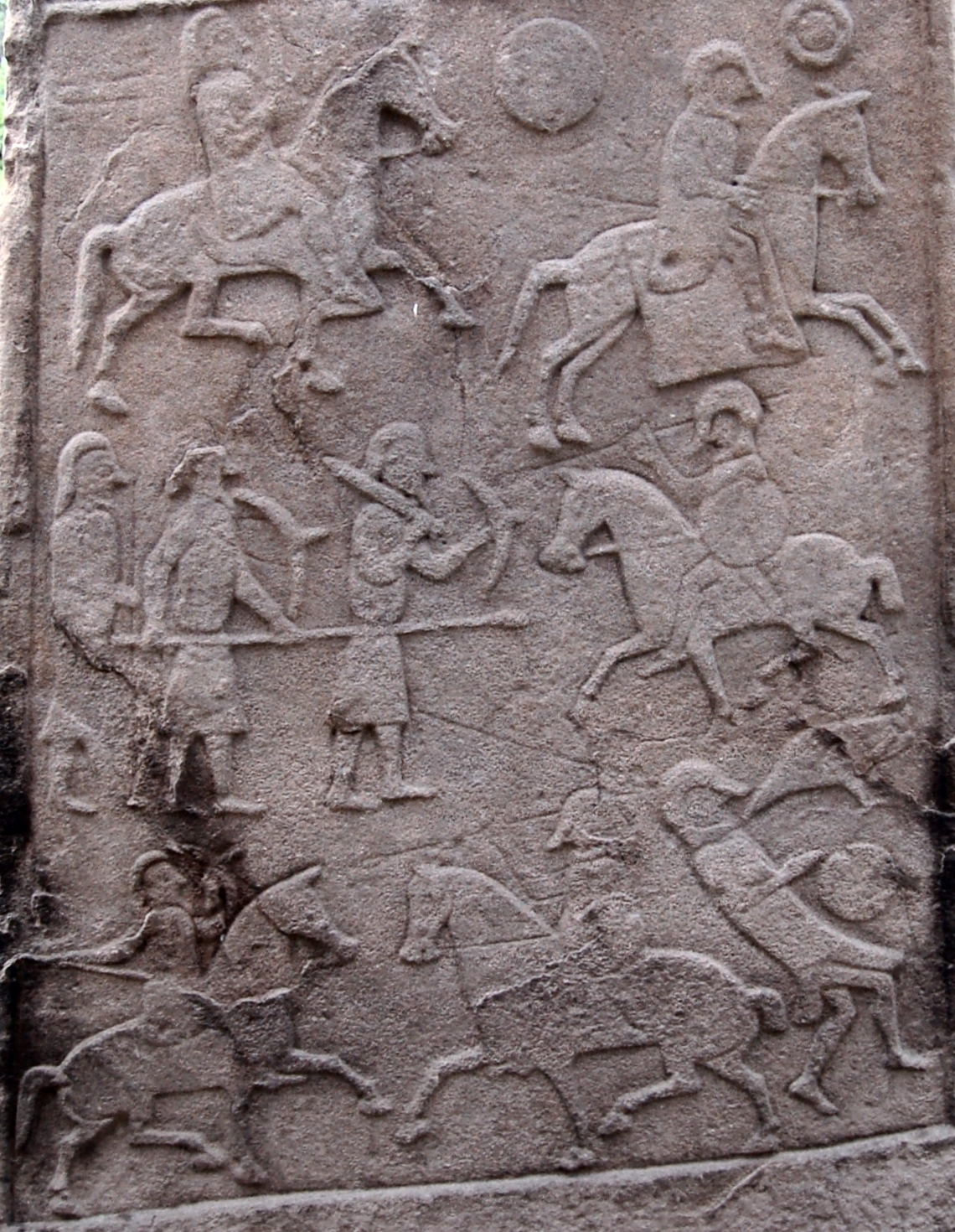
Una battaglia ritratta in una delle pietre pitte di Aberlemno, che si pensa ritragga la battaglia di Dunnichen e forse re Bridei.

Bridei mac Beli (antico irlandese: Bruide mac Bili; 616/628 – 693) regnò sul Fortriu e su tutti i Pitti dal 671 alla sua morte nel 693.

## Biografia
Potrebbe essere nato attorno al 616, ma comunque non dopo il 628. Era figlio di Beli, re di Alt Clut. Reclamò il trono di Fortriu in quanto nipote di Nechtan dei Pitti. Nella Historia Brittonum Nennio afferma che Bridei era cugino materno di primo grado di re Ecgfrith di Northumbria. La madre di Bridei era forse figlia di re Edwin di Deira.
Fu uno dei sovrani di Fortriu più attivo nell'espandere il regno. Attaccò il castello di Dunnottar nel 680/681 e fece contro le Orcadi nel 682 una campagna militare così violenta che gli Annali dell'Ulster dicono che queste furono distrutte da Bridei.
L'anno successivo, nel 683 scoppiò una guerra tra i pitti di Bridei e gli scoti di Dál Riata guidati da Máel Dúin mac Conaill, i quali attaccarono Dundurn, nel Strathearn, che era la principale fortezza di Bridei nel sud. Sembra che essi non siano però riusciti a conquistare la fortezza e che Bridei abbia lanciato un contrattacco su Dunadd, capitale di Dál Riata. Non si sa se egli l'abbia conquistata, ma da evidenze archeologiche sembrerebbe di sì. È chiaro che dalle sue basi nel Fortriu (o Moray) Bridei andò stabilendo il suo potere sulle terre a nord e a sud, ponendosi forse nella posizione di attaccare i possedimenti angli ubicati più a sud. È anche possibile che Bridei fu riconosciuto come re sottoposto da re Ecgfrith.
L'interpretazione tradizionale è che Bridei ruppe questo legame, causando la reazione di Ecgfrith. Ciò portò alla battaglia di Dun Nechtain del 685, nella quale gli anglosassoni di Ecgfrith furono annientati. Ciò provocò l'espulsione dei Northumbriani dalla Pittavia del sud e il permanente dominio di Fortriu sul territorio meridionale dei Pitti. Bridei, secondo gli Annali dell'Ulster e gli Tigernach, morì nel 693.